# Stolzia williamsonii
Stolzia williamsonii är en orkidéart som beskrevs av Phillip James Cribb. Stolzia williamsonii ingår i släktet Stolzia och familjen orkidéer. Inga underarter finns listade i Catalogue of Life.